# Seznam medailistů na letních olympijských hrách v dráhové cyklistice – ženy vyřazené disciplíny

## Vyřazené disciplíny

### Stíhací závod (jednotlivkyně)
| Rok      | Zlato                                   | Stříbro                                  | Bronz                                        |
| -------- | --------------------------------------- | ---------------------------------------- | -------------------------------------------- |
| LOH 1992 | Petra Rossner · Německo (GER)           | Kathy Watt · Austrálie (AUS)             | Rebecca Twigg · Spojené státy americké (USA) |
| LOH 1996 | Antonella Bellutti · Itálie (ITA)       | Marion Clignet · Francie (FRA)           | Judith Arndt · Německo (GER)                 |
| LOH 2000 | Leontien Zijlaardová · Nizozemsko (NED) | Marion Clignet · Francie (FRA)           | Yvonne McGregor · Velká Británie (GBR)       |
| LOH 2004 | Sarah Ulmer · Nový Zéland (NZL)         | Katie Mactier · Austrálie (AUS)          | Leontien van Moorselová · Nizozemsko (NED)   |
| LOH 2008 | Rebecca Romerová · Velká Británie (GBR) | Wendy Houvenaghel · Velká Británie (GBR) | Lesya Kalitovska · Ukrajina (UKR)            |

### Bodovací závod
| Rok      | Zlato                              | Stříbro                                 | Bronz                                |
| -------- | ---------------------------------- | --------------------------------------- | ------------------------------------ |
| LOH 1996 | Nathalie Lancien · Francie (FRA)   | Ingrid Haringa · Nizozemsko (NED)       | Lucy Tyler-Sharman · Austrálie (AUS) |
| LOH 2000 | Antonella Bellutti · Itálie (ITA)  | Leontien Zijlaardová · Nizozemsko (NED) | Olga Sljusarevová · Rusko (RUS)      |
| LOH 2004 | Olga Sljusarevová · Rusko (RUS)    | Belem Guerrero · Mexiko (MEX)           | María Luisa Calle · Kolumbie (COL)   |
| LOH 2008 | Marianne Vosová · Nizozemsko (NED) | Yoanka González · Kuba (CUB)            | Leire Olaberria · Španělsko (ESP)    |

### 500 m s pevným startem
| Rok      | Zlato                                | Stříbro                           | Bronz                               |
| -------- | ------------------------------------ | --------------------------------- | ----------------------------------- |
| LOH 2000 | Félicia Ballangerová · Francie (FRA) | Michelle Ferris · Austrálie (AUS) | Cuihua Jiang · Čína (CHN)           |
| LOH 2004 | Anna Meares · Austrálie (AUS)        | Jiang Yonghua · Čína (CHN)        | Natalija Cylinská · Bělorusko (BLR) |